# Kääpa (Mustvee)
Kääpa is een plaats in de Estlandse gemeente Mustvee, provincie Jõgevamaa. De plaats heeft de status van dorp (Estisch: küla) en heeft 174 inwoners (2021). In 2000 waren dat er 263.
Tot in oktober 2017 was Kääpa het bestuurscentrum van de gemeente Saare. In die maand werd Saare bij de gemeente Mustvee gevoegd.

## Ligging
Kääpa ligt aan de gelijknamige rivier. Volgens de legende kwam Kalevipoeg bij Kääpa in de rivier om het leven. Kääpa heeft een Kalevipoegmuseum (Estisch: Kalevipoja muuseum), dat gevestigd is in de vroegere dorpsschool.
De Põhimaantee 3, de hoofdweg van Jõhvi naar de Letse grens, komt door Kääpa.

## Geschiedenis
Tot 1939 heette de plaats Vassevere (Duits: Wassewere). Daarna droeg ze de naam Kääpa, maar in 1977 werd ze omgedoopt in Saare. In 2006 kwam de naam Kääpa terug.
In 1582 werd het dorp voor het eerst genoemd als Massawer (waarschijnlijk een verschrijving voor Wassawer). In 1599 werd het genoemd als Wassawer, in 1627 als Wassifehr. Het dorp lag op het landgoed Saarenhof, dat vanaf 1823 in het bezit was van de familie von Manteuffel. Het hoofdgebouw van het landgoed is verloren gegaan. De plaats waar het stond heet sinds 1945 Saarjärve.
De naamswijziging naar Kääpa in 1939 hing samen met de aanwezigheid van een tweede dorp Vassevere in de omgeving (toen in de gemeente Voore, sinds 1992 ook in de gemeente Saare en sinds 2017 in de gemeente Mustvee). Door het dorp loopt de rivier Kääpa en er zijn ook boerderijen in het dorp met verwante namen.